# Кристијан Хенриксен
Кристијан „Свартен“ Хенриксен (3. март 1911 — 8. фебруар 2004) био је норвешки фудбалер и тренер. Као играч, Хенриксен је био крилни хаф који је играо за Сарпсборг, Лин и Фриг. Са Лином је освојио Норвешки фудбалски куп 1945. и 1946. године. Такође је играо 28 пута за норвешку репрезентацију.
Хенриксен је био члан олимпијског тима 1936. године који је освојио бронзану медаљу. Међутим, Хенриксен је био резерва и није играо на турниру. Две године касније, на Светском првенству 1938. године, играо је и био је члан тима који је изгубио од каснијих светских шампиона Италије после продужетака.
Хенриксен је био познат као шаљивџија у тиму. Када је Норвешка изгубила од Шведске са 10 : 0 1945. године, наводно је рекао: „Идемо на нерешено, момци“ након што је Шведска постигла свој девети гол.
Хенриксен је водио Волеренгу у два периода; једном од 1947. до 1948. године, а други пут од 1957. до 1958. године.
Хенриксен је имао кратак и углавном неуспешан период као селектор репрезентације 1958. и 1959. године. Пре смрти 2004. године, био је последњи преживели члан „Бронзаног тима“ и репрезентације која је играла на Светском првенству 1938. године.